# Franco de Katanga
El franco (en lingala: falánga y francés: franc) fue la moneda de curso legal del Estado de Katanga entre 1960 y 1963 durante la corta independencia de la provincia congoleña. Sustituyó al franco congoleño a la par, y en consecuencia tenía el mismo valor que el franco belga. Pronto se estableció una tasa de cambio de 50 francos por dólar. Justo antes de que el Congo volviera a anexionarse la provincia de Katanga, la tasa de cambio descendió a 195 francos por dólar. La moneda volvió a ser sustituida por el franco congoleño.

## Monedas
Solamente se acuñaron monedas de 1 y 5 francos de bronce en 1961.
| Denominación | Emisión | Metal | Diámetro (mm) | Peso (g) | Anverso            | Reverso                                    |
| ------------ | ------- | ----- | ------------- | -------- | ------------------ | ------------------------------------------ |
| 1 Franco     | 1961    | Cu+Zn | 22,30         | 4,70     | Plátanos - KATANGA | 1 FR - BANQUE NATIONALE - año de acuñación |
| 5 Francos    | 1961    | Cu+Zn | 26,30         | 6,40     | Plátanos - KATANGA | 5 FR - BANQUE NATIONALE - año de acuñación |

## Billetes
En 1960 el gobierno emitió unos billetes provisionales. Se trataba de billetes del franco de Ruanda-Burundi reimpresos en denominaciones de 5, 10, 20 y 50 francos. Más tarde el Banque nationale du Katanga emitió billetes de forma regular en las denominaciones de 10, 20, 50, 100, 500 y 1000 francos. En 1962 se emitió una segunda serie en denominaciones de 100, 500 y 1000 francos.
| Denominación  | Color predominante | Descripción del anverso                                                                              | Descripción del reverso                                                             |
| ------------- | ------------------ | --- | ----------------------------------------------------------------------------------- |
| 10 Francos    | Marrón             | 10 - dix francs - Moise Tshombe - BANQUE NATIONALE DU KATANGA                                        | 10 - dix francs - Edificio del Banco Nacional - BANQUE NATIONALE DU KATANGA         |
| 20 Francos    | Verde              | 20 - vingt francs - Moise Tshombe - BANQUE NATIONALE DU KATANGA                                      | 20 - vingt francs - Edificio del Banco Nacional - BANQUE NATIONALE DU KATANGA       |
| 50 Francos    | Rojo               | 50 - cinquante francs - Moise Tshombe - BANQUE NATIONALE DU KATANGA                                  | 50 - cinquante francs - Edificio del Banco Nacional - BANQUE NATIONALE DU KATANGA   |
| 100 Francos   | Naranja            | 100 - cent francs - Moise Tshombe - BANQUE NATIONALE DU KATANGA                                      | 100 - cent francs - Edificio del Banco Nacional - BANQUE NATIONALE DU KATANGA       |
| 100 Francos   | Verde              | 100 - CENT FRANCS KATANGAIS - Mujer recogiendo maíz - BANQUE NATIONALE DU KATANGA                    | 100 - CENT FRANCS KATANGAIS - BANQUE NATIONALE DU KATANGA                           |
| 500 Francos   | Marrón             | 500 - cinq cents francs - Moise Tshombe - BANQUE NATIONALE DU KATANGA                                | 500 - cinq cents francs - Edificio del Banco Nacional - BANQUE NATIONALE DU KATANGA |
| 500 Francos   | Violeta            | 500 - CINQ CENTS FRANCS KATANGAIS - Hombre sentado junto al fuego - BANQUE NATIONALE DU KATANGA      | 500 - CINQ CENTS FRANCS KATANGAIS - BANQUE NATIONALE DU KATANGA                     |
| 1.000 Francos | Azul               | 1000 - mille francs - Moise Tshombe - BANQUE NATIONALE DU KATANGA                                    | 1000 - mille francs - Edificio del Banco Nacional - BANQUE NATIONALE DU KATANGA     |
| 1.000 Francos | Azul               | 1000 - MILLE FRANCS KATANGAIS - Mujer cosechando con bebé a la espalda - BANQUE NATIONALE DU KATANGA | 1000 - MILLE FRANCS KATANGAIS - BANQUE NATIONALE DU KATANGA                         |